# Susanna Edwards
Susanna Edwards, född 17 september 1963 i Göteborg, är en svensk regissör, manusförfattare och filmproducent. Hon är dotter till Folke och Inga Edwards samt syster till Andrea Edwards.
Edwards har studerat filmvetenskap på Stockholms universitet, Nya filmskolan och Dramatiska Institutets regilinje 1989–1991. Hon debuterade 1987 med kortfilmen Uppvaknandet och har därefter regisserat flera kort- och långfilmer. Bland dessa kan nämnas den Guldbaggebelönade kortfilmen I skuggan av solen (1996), dokumentären Fackklubb 459 – Sista striden på bagarn (2004), långfilmen Keillers park (2006) och tv-serien Bror och syster (2007).

## Filmografi
Regi
- 1987 – Uppvaknandet
- 1990 – Hellre dö stående än leva på knä
- 1993 – Blod & persikor
- 1995 – Nadja
- 1996 – I skuggan av solen
- 2000 – Från Sverige i tiden
- 2000 – Mias sommar
- 2000 – Respect!
- 2000 – Risk
- 2000 – Sleeping Beauties
- 2004 – Fackklubb 459 – Sista striden på bagarn
- 2006 – Keillers park
- 2007 – Bror och syster (TV-serie)

Manus
- 1987 – Uppvaknandet
- 1990 – Hellre dö stående än leva på knä
- 1993 – Blod & persikor
- 1995 – Nadja

Producent
- 1987 – Uppvaknandet
- 1993 – Blod & persikor
- 2000 – Sleeping Beauties